# 有限体
有限体（ゆうげんたい、英語：finite field）とは、代数学において、有限個の元からなる体、すなわち四則演算が定義され閉じている有限集合のことである。主に計算機関連の分野においては、発見者であるエヴァリスト・ガロアに因んでガロア体あるいはガロア域（ガロアいき、Galois field）などとも呼ぶ。
有限体においては、体の定義における乗法の可換性についての条件の有無は問題にはならない。実際、ウェダーバーンの小定理と呼ばれる以下の定理
「有限斜体は可換体である」
が成り立つことが知られている。別の言い方をすれば、有限体において乗法の可換性は、体の有限性から導かれるということである。

## 構成例
位数最小の有限体は集合としては F2 = Z/2Z = {0, 1} で、演算は次で定める。
これは2を法とした余りで加法と乗法を定めていると言ってもよい。
| + | 0 | 1 |
| - | - | - |
| 0 | 0 | 1 |
| 1 | 1 | 0 |

| × | 0 | 1 |
| - | - | - |
| 0 | 0 | 0 |
| 1 | 0 | 1 |

同様の構成は一般の素数 p に対しても成り立つ。整数環 Z の p の倍数全体 pZ は素イデアルで、整数環がPIDなので、特に極大イデアル。したがって剰余環 Fp = Z/pZ は p 個の元からなる体である。
素数位数とは限らない有限体も存在する。F2 係数一変数多項式環 F2[x] を考える。その既約多項式 f(x) = x2 + x + 1 の生成する素イデアル (f(x)) は、 F2[x] がPIDなので、特に極大イデアル。したがって剰余環 F4 = F2[x]/(f(x)) は 4 個の元からなる体である。変数 x の自然な全射による像を ω とおくと、F4 = {0, 1, ω, ω2} と表せ、その演算は関係式 ω2 + ω + 1 = 0 から定まる。
同様の構成は一般の素数 p に対して成り立ち、任意の拡大次数 d をもつ拡大体が構成できる。そのとき次数 d の既約多項式としてはコンウェイ多項式(有限体)を取ればよい。

## 構造
K を有限体とし、その位数を q とする。K の素体の位数も有限であるから、K はある素数 p に対する有限体 Fp = Z/pZ を素体として含み、素体 Fp の有限次代数拡大である。その拡大次数 [K : Fp] が n ならば、加法群として K は n 次元の Fp-ベクトル空間と同型であるので、K の位数 q は pn に一致する。また乗法群 K× は位数 q − 1 の巡回群と同型である。
K を含む Fp の代数閉包を (Fp)^ とする。このとき K は、 (Fp)^ の元で、重根を持たない方程式 xq − x = 0 を満たすものの全体として特徴付けられる。特に位数が pn の有限体は同型を除いて唯一つ存在する。この一意性により、位数 q の有限体を Fq または GF(q) などと表すことがある。また、有限体 Fq と自然数 m に対し Fq の m 次拡大体は唯一つ存在し、Fqm と同型であるということも分かる。さらに Fqm の各元の Fq 上の最小多項式は xqm − x を割り切るので、有限体の拡大はすべて分離的である。つまり有限体は完全体である。さらに q 乗フロベニウス写像とよばれる自己同型写像
{\displaystyle \sigma \colon {\textbf {F}}_{q^{m}}\to {\textbf {F}}_{q^{m}};\ a\mapsto a^{q}}
を考えると、拡大 Fqm/Fq のガロア群
Gal(Fqm/Fq) = AutFq(Fqm)
はフロベニウス写像で生成される。つまり、
{\displaystyle \operatorname {Gal} ({\textbf {F}}_{q^{m}}/{\textbf {F}}_{q})=\langle \sigma \rangle =\{\operatorname {id} _{{\textbf {F}}_{q^{m}}},\sigma ,\sigma ^{2},\ldots ,\sigma ^{m-1}\}}
と表される。したがって、有限体の拡大はすべて巡回拡大であるガロア拡大である。
有限体は代数的閉体でありえない。
有限体 Fqm の元 α, αq, …, αqm − 1 が Fq 上のベクトル空間 Fqm の基底をなすとき，この基底を正規基底という。正規基底は常に存在する。

## 応用
- リード・ソロモン符号など基本的なものを含む多くの誤り検出・訂正は、GF(2)、GF(22)、GF(24)、GF(28)、GF(216) などを使う。
- AES、Camelliaなど、2000年代以降の共通鍵暗号の多くは、SボックスにGF(28) を使う。
- 楕円曲線暗号は、きわめて大きな位数の有限体、たとえばGF(2400) などを使う。